# Santa Catarina de Alexandria (Caravaggio)
Santa Catarina de Alexandria é uma pintura a óleo sobre tela de 1598-1599 do mestre pintor italiano do barroco Michelangelo Merisi da Caravaggio que se encontra atualmente no Museu Thyssen-Bornemisza, em Madrid.
A pintura fez parte da colecção do cardeal Francesco Maria Del Monte, onde foi registada em 1627. Santa Catarina de Alexandria, juntamente com Santa Maria Madalena, incluía-se nos santos favoritos do cardeal Del Monte, que a assinalou no seu testamento e que, de acordo com Alessandro Zuccari, foi pintada por sugestão deste prelado quando Caravaggio estava hospedado no seu Palácio Madama. Del Monte estava imbuido da revisão iconográfica da Contrarreforma, inclinada a considerar os santos lendários como pessoas históricas.
O quadro representa Santa Catarina de Alexandria, que, de acordo com a tradição cristã, foi uma virgem santa, que foi martirizada no início do século IV sob o imperador romano Magêncio, ou Maximino Daia. De acordo com sua hagiografia, Catarina era uma princesa e uma erudita notável, que se converteu ao cristianismo por volta dos quatorze anos, e que depois converteu centenas de pessoas ao Cristianismo, tendo sido martirizada pela religião que professava por volta dos 18 anos de idade. Mais de mil anos depois do seu martírio, Joana d'Arc identificou Catarina como um dos Santos que lhe apareceu e a aconselhou.

## Descrição
A postura da Santa Catarina é animada por uma expressão vívida do olhar que dá um efeito de espontaneidade à cena associado à cumplicidade da luz que jorra de cima e da direita. A Santa Catarina é representada como uma mulher moderna, nobre, vestida com roupas luxuosas, descansando sobre uma almofada de damasco, com apenas uma subtil auréola a indicar a santidade (muito rara, se não mesmo a única na iconografia do pintor), mas sem os raios de luz divina, seios nus ou lábios entreabertos como na tradição figurativa, mas pálida e humana, com um olhar interrogativo que, como sublinha Robb, denota a incerteza e os dedos pousados sobre a lâmina longa que já está avermelhada indicam o sangue do martírio.
A figura da Santa Catarina domina completamente a pintura, podendo o fluxo de luz que vem de cima ser um símbolo da graça divina.
Atrás da Santa Catarina vê-se uma representação realista de um instrumento de tortura, a roda dentada, de que se vêm os raios de madeira e dois dentes laterais ao alto, que, no entanto, está desconjuntada, faltando cerca de um quinto do aro exterior, sendo uma referência à lenda do seu martírio, segundo a qual a roda de tortura a que ia ser sujeita se quebrou. Sobre o travesseiro está um símbolo da iconografia tradicional do martírio, a palma, que cruza a lâmina sangrenta (reflexo do travesseiro) da espada com a qual ela foi decapitada.
Para o semblante da Santa Catarina, Caravaggio usou o rosto de Fillide Melandroni, conhecida prostituta em Roma de quem se apaixonou e que seria a causa de muitos males dele. Fillide foi de novo retratada por ele em Conversão de Madalena, em  Judite e Holofernes e num retrato que foi destruído em Berlim durante a II Guerra Mundial. O retrato desaparecido em Berlim que Fillide devolveu ao seu amante florentino, Giulio Strozzi, estava ainda no inventário dos Giustiniani em 1638, quando é designado como Cortesã Fillide.

## História
Caravaggio encontrou o cardeal Francesco Maria del Monte, embaixador francês em Roma, provavelmente em 1597, quando este o elogiou pela mestria demonstrada na pintura Os Trapaceiros, que viu provavelmente na loja de um negociante de arte francês (ou grego), chamado Valentino, ou Costantino, localizada junto da igreja de S. Luís dos Franceses, mesmo em frente do Palazzo Madama do cardeal del Monte tendo depois Caravaggio se alojado no palácio do Cardeal numa sala usada como estúdio junto com o amigo pintor e modelo, Mario Minniti.
O cardeal Cesare Baronio foi o promotor da revisão iconográfica e propôs que se considerasse como histórica a figura de Catarina, embora tenha sido uma tentativa mal sucedida, ainda que interessante, segundo Giovan Battista Bronzini, citado por Zuccari.
Por outro lado, Robb argumentou que Caravaggio poderá ter estado entre os espectadores da punição infligida a Beatrice Cenci, podendo a representação da Santa ser uma recordação da decapitação da jovem parricida que causou imensa comoção em Roma em 1599, data da pintura.
Trata-se duma proposta puramente hipotética porque não há provas da presença de Caravaggio na execução de Beatrice embora tenha havido muitos pintores interessados na reprodução da decapitação, como Gentileschi e a sua filha Artemisia, bem como Guido Reni que provavelmente pintou um retrato de Beatrice na prisão. É verdade que Caravaggio pintou Judite e Holofernes , mais ou menos na mesma época, e que o modelo é o mesmo de S. Catarina, a cortesã Fillide  Melandroni, embora também neste caso não haja documentação.

## Ligação externa
- Museu Thyssen-Bornemisza - sítio oficial